# Xaputa
A Brama brama, comummente conhecida como xaputa (também grafado chaputa), é uma espécie de peixe mesopelágico da família dos Bramídeos, de cor preta ou cinza escuro, que pode ser encontrada nos oceanos Atlântico, Índico e Pacífico Sul e no Mar Mediterrâneo a profundidades até 1.000 metros, em águas com temperaturas entre os 12 e os 24 °C.
Forma pequenos cardumes, alimentando-se de pequenos peixes, cefalópodes, anfípodes e krill. Era uma das espécies mais abundantes e apreciadas até à década de 1970 devido à qualidade da sua carne bem como ao preço acessível, sendo ainda hoje muito consumido.

## Nomes comuns
Dá ainda pelos seguintes nomes comuns: angelina, anjounil, freira e plumbeta.

## Características físicas
Tem um corpo de formato oval oval, espalmado, sendo que a silhueta da cabeça é particularmente arredondada.
A barbatana caudal é bifurcada e os seus olhos grandes. As barbatanas peitorais são longas e em forma de gadanha. As escamas são ligeiramente serrilhadas dando ao corpo uma textura áspera. A boca contém muita filas de pequenos dentes que ajudam na ingestão de pequenos peixes e camarões. 
Apresenta cor prateada, mais escura na parte superior, ligeiramente mais pálida na parte inferior, e os olhos são dourados.
Geralmente apresenta-se com comprimento médio entre os 40 cm e 70 cm, sendo que o maior espécime alguma vez capturado media 100 centímetros. O espécime mais pesado alguma vez registado orçava 6 quilos. O espécime mais velho alguma vez registado chegou aos 9 anos.

## Distribuição
Marca presença nos oceanos Atlântico, Índico e no Pacífico Sul. No Atlântico Norte distribui-se desde a Noruega até às costas de Marrocos. No Atlântico Ocidental distribui-se da Nova Escócia, no Canadá, até às Bermudas; do Belize até às Antilhas; bem ao longo da costa brasileira e argentina. No Atlântico Oriental, estende-se da costa marroquina até à baia de Algoa, na África do Sul.

### Ecologia
É uma espécie mesopelágica e epipelágica, podendo encontrar-se até mil metros de profundidade. Por vezes, chega a aproximar-se da costa. Por causa das temperaturas, realiza migrações sazonais, deslocando-se em pequenos cardumes.

## Consumo humano
É comercializado tanto como pescado fresco, como enquanto congelado. Consome-se frito, estufado e grelhado.